# El peor viaje del mundo

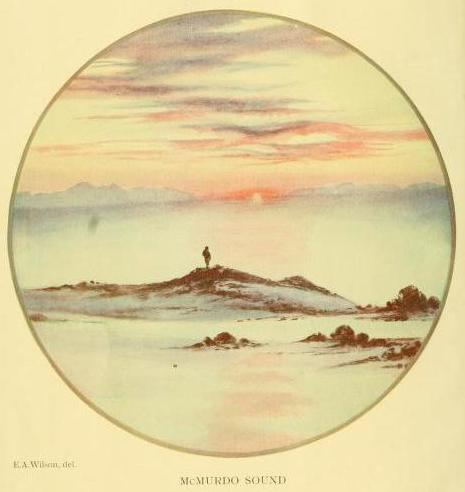
Portada de la primera edición de "El peor viaje del mundo", vol. 1.

El peor viaje del mundo (The Worst Journey in the World) son unas memorias sobre la expedición a la Antártida, también conocida como expedición Terra Nova (1910-1913) dirigida por Robert Falcon Scott. Fue escrito y publicado en 1922 por un superviviente de la expedición, Apsley Cherry-Garrard. Recibió muchos elogios por su franqueza sobre las dificultades de la expedición, las causas del trágico final de la expedición  y el significado (si existe) del sufrimiento humano en condiciones extremas.
En el 2001 la revista National Geographic Adventure nombró The Worst Journey in the World como  el «mejor libro de aventuras de todos los tiempos».
Un documental,  con el mismo título que el libro e inspirado en él fue difundido por la BBC Four en abril de 2007. Este documental fue dirigido por Mark Gatiss.